# Chironomus paulfreemani
Chironomus paulfreemani är en tvåvingeart som beskrevs av Sawedal 1981. Chironomus paulfreemani ingår i släktet Chironomus och familjen fjädermyggor. Inga underarter finns listade i Catalogue of Life.